# Abdalla Abdelaziz
Abdalla Mamduh Abdelaziz, né le 29 mars 1999, est un karatéka égyptien.

## Carrière
Abdalla Abdelaziz remporte aux championnats d'Afrique 2018 à Kigali la médaille d'or en kumite individuel des moins de 75 kg ainsi qu'en kumite par équipes.
Il obtient ensuite aux championnats d'Afrique 2019 à Gaborone la médaille d'argent en kumite individuel des moins de 75 kg ainsi que la médaille d'or en kumite par équipes.
Il obtient la médaille d'argent en kumite individuel des moins de 75 kg ainsi que la médaille de bronze en kumite par équipes lors des Jeux africains de 2019 à Rabat.
Il remporte ensuite aux championnats d'Afrique 2020 à Tanger la médaille d'or en kumite individuel des moins de 75 kg ainsi que la médaille d'argent en kumite par équipes.
Aux championnats du monde 2021 à Dubaï, il est médaillé d'argent en kumite individuel des moins de 75 kg.
Aux championnats d'Afrique 2021 au Caire, il est médaillé d'or en kumite individuel des moins de 75 kg ainsi qu'en kumite par équipes.
Il obtient la médaille d'argent en kumite individuel des moins de 75 kg lors des Jeux méditerranéens de 2022 à Oran et la médaille d'or dans la même épreuve lors des Jeux mondiaux de 2022 à Birmingham.
Il remporte ensuite aux championnats d'Afrique 2022 à Durban la médaille de bronze en kumite individuel des moins de 75 kg.
Aux championnats d'Afrique 2023 à Casablanca, il est médaillé d'or en kumite individuel des moins de 75 kg ainsi qu'en kumite par équipes.
Il remporte lors des Championnats du monde de karaté 2023 à Budapest la médaille d'or en kumite individuel des moins de 75 kg et la médaille d'argent en kumite par équipes.
En mars 2024, il est médaillé d'or en kumite individuel des moins de 75 kg ainsi qu'en kumite par équipes aux Jeux africains à Accra.
Il remporte la médaille d'or en kumite individuel des moins de 75 kg et la médaille d'or en kumite par équipes aux championnats d'Afrique 2025 à Abuja  et la médaille de bronze dans la même épreuve lors des Jeux mondiaux de 2025 à Chengdu.